# Delegati dal distretto di Columbia alla Camera dei rappresentanti degli Stati Uniti d'America
Il distretto di Columbia, che comprende la capitale nazionale, ha un rappresentante alla Camera. L'Articolo 1 della Costituzione stabilisce che solo gli "stati" possono essere rappresentanti al Congresso degli Stati Uniti; dato che il distretto di Columbia non è uno stato, i membri eletti nel distretto non possono partecipare ai voti della Camera, ma i residenti nella capitale eleggono un membro non votante. Il delegato non ha i pieni privilegi dei votanti, ma può comunque sedere, votare su materie procedurali e nei comitati, che può anche presiedere; il delegato può anche partecipare ai caucus di partito, proporre leggi e avere uno staff per assisterlo nell'espletamento del servizio.
L'attuale definizione del delegato del distretto di Columbia fu introdotta nel 1971; da allora, vi sono state solamente due persone a ricoprire la carica, entrambe democratici afroamericani. L'attuale delegata è Eleanor Holmes Norton, che sostiene l'ingresso di Washington nell'Unione come stato e che ha assunto la carica nel 1991.

## Elenco dei delegati
| N.                                    | Foto | Delegato                      | Partito      | Carica         | Carica         | Congresso                                                                                                 | Mandati | Elezioni |
| N.                                    | Foto | Delegato                      | Partito      | Inizio         | Termine        | Congresso                                                                                                 | Mandati | Elezioni |
| ------------------------------------- | ---- | ----------------------------- | ------------ | -------------- | -------------- | --- | ------- | --- |
| 1                                     |      | Norton Chipman (1834-1924)    | Repubblicano | 4 marzo 1871   | 3 marzo 1875   | 42 · 43                                                                                                   | 2       | 1871 · 1873 |
| La carica venne eliminata nel 1874    |      |                               |              |                |                | |         | |
| La carica venne re-istituita nel 1971 |      |                               |              |                |                | |         | |
| 2                                     |      | Walter Fauntroy (1933-)       | Democratico  | 3 gennaio 1971 | 3 gennaio 1991 | 92 · 93 · 94 · 95 · 96 · 97 · 98 · 99 · 100 · 101                                                         | 10      | 1970 · 1972 · 1974 · 1976 · 1978 · 1980 · 1982 · 1984 · 1986 · 1988 Non ricandidatosi                                       |
| 3                                     |      | Eleanor Holmes Norton (1937-) | Democratico  | 3 gennaio 1991 | in carica      | 102 · 103 · 104 · 105 · 106 · 107 · 108 · 109 · 110 · 111 · 112 · 113 · 114 · 115 · 116 · 117 · 118 · 119 | 18      | 1990 · 1992 · 1994 · 1996 · 1998 · 2000 · 2002 · 2004 · 2006 · 2008 · 2010 · 2012 · 2014 · 2016 · 2018 · 2020 · 2022 · 2024 |